# Henryk Majewicz
Henryk Antoni Majewicz ps. Marecki (ur. 26 maja 1925 w Poznaniu, zm. 16 grudnia 2013 w Bydgoszczy) – polski zegarmistrz, żołnierz Armii Krajowej (batalion Kiliński), powstaniec warszawski, spadkobierca i współwłaściciel Hotelu Pod Orłem w Bydgoszczy. Emigrant polityczny w latach 1945–1991. W 2007 wrócił na stałe do Polski i zamieszkał w Bydgoszczy. Odznaczony Krzyżem Oficerskim Orderu Odrodzenia Polski (2007).

## Życiorys
Urodził się 26 maja 1925 roku w Poznaniu jako syn Stefana i Marii z domu Stasiak (ur. 1903). Rodzina przeprowadziła się do Bydgoszczy, gdzie uczył się w szkole powszechnej przy ul. Poniatowskiego, a następnie w Gimnazjum nr 1 przy placu Wolności.
Na początku wojny ze względu na informacje o planowanych przez Niemców wysiedleniach Polaków z Pomorza, rodzina przeprowadziła się do Warszawy. W 1942 wstąpił do Narodowych Sił Zbrojnych, gdzie ukończył kurs saperski (ps. Marecki). Pracował w fabryce Philipsa, gdzie nauczył się zegarmistrzostwa i elektrotechniki. Organizował nielegalne dostawy z fabryki dla AK. 
Wziął udział w powstaniu warszawskim jako saper, wykorzystując umiejętności zdobyte w fabryce. Pomagał rozbrajać kierowane radiem, stawiacze min typu Borgward, którymi Niemcy niszczyli powstańcze barykady. Był jednym ze zdobywców wieżowca PAST-y (walczył z użyciem miotacza ognia). W trakcie powstania został raniony pociskiem moździerzowym przez co stracił słuch w jednym uchu. Był wielokrotnie przedstawiany do odznaczenia Krzyżem Walecznych, ale − jak sam wspominał − z powodu nieustannie zmieniającej się sytuacji żadne potwierdzenia nadania mu tego odznaczenia do niego nie dotarło. Po kapitulacji powstania na pół roku trafił do obozu jenieckiego (Stalag IV-B Muhlberg).
Po uwolnieniu z obozu wyjechał na Zachód, gdzie dołączył do 2 Korpusu gen. Andersa, z którym przeniósł się na 13 miesięcy do Włoch, a następnie w 1946 roku do Wielkiej Brytanii. Po demobilizacji pracował jako zegarmistrz w Newport w Walii, aż do 1949 roku, kiedy otworzył własny sklep w Millom w północno-zachodniej Anglii. W 1950 poznał i poślubił Leokadię Teresę Kosińską (ur. 1929). Doczekali się dwojga dzieci, pięciorga wnucząt i trojga prawnucząt. Przeszedł na emeryturę w 1992. Półtora roku później odzyskał Hotel Pod Orłem w Bydgoszczy, którego współwłaścicielem przed wojną był jego ojciec. W następnych latach przyjeżdżał do Polski co roku na kilka miesięcy. W 2007 kupił dom w Bydgoszczy i zamieszkał w Polsce na stałe.
W dniu 29 lipca 2007 roku prezydent Lech Kaczyński za wybitne zasługi dla niepodległości Rzeczypospolitej Polskiej, za działalność kombatancką i społeczną odznaczył go Krzyżem Oficerskim Orderu Odrodzenia Polski. Zmarł 16 grudnia 2013 w wieku 88 lat w Bydgoszczy. Został pochowany 28 grudnia 2013 na Cmentarzu Nowofarnym w Bydgoszczy.